# Menoidea abietis
Menoidea abietis är en svampart som beskrevs av L. Mangin & Har. 1907. Menoidea abietis ingår i släktet Menoidea, divisionen sporsäcksvampar och riket svampar.   Inga underarter finns listade i Catalogue of Life.